# Dave Trembley
Pour les articles homonymes, voir Trembley.
Dave Trembley (né le 31 octobre 1951 à Carthage, New York) est l'ancien manager des Orioles de Baltimore en Ligue majeure de baseball. Il a dirigé l'équipe de 2007 à 2010, montrant un dossier de 187 victoires et 283 défaites.
En ligues mineures, il a géré plusieurs équipes pendant 20 saisons avec un bilan de 1369 victoires pour 1413 défaites, deux titres de ligues et trois titres de Manager de l'année. Le magazine Baseball America l'a classé parmi les cinq meilleurs managers de ligues mineures des 20 dernières années en décembre 2001[réf. nécessaire].
En 2013 et 2014, Tremblay est instructeur de troisième but des Astros de Houston.

## Carrière de manager

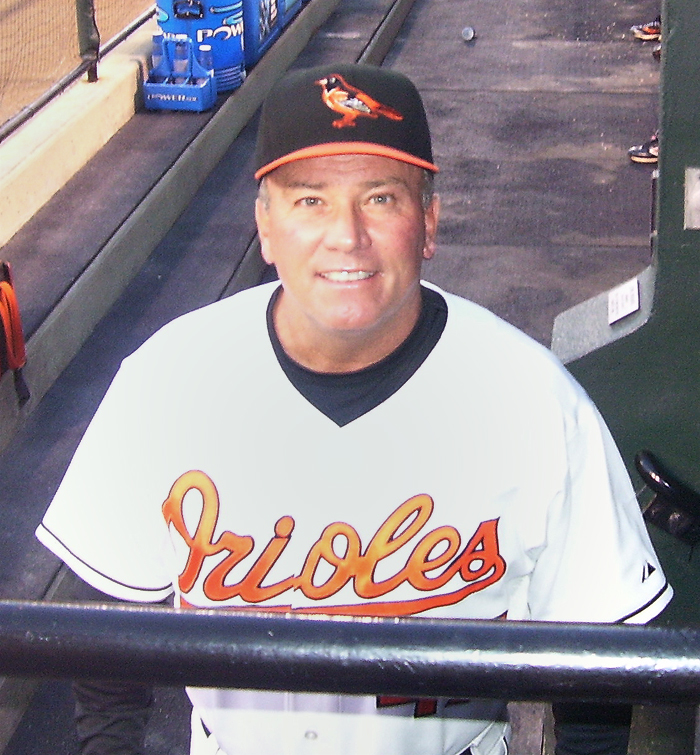
Trembley en 2007 avec Baltimore.

Dave Trembley est nommé manager des Orioles de Baltimore en 2007 en remplacement de Sam Perlozzo. Sous la gouverne de Trembley, Baltimore affiche un dossier victoires-défaites de 40-53 au cours des 93 dernières parties de la saison, terminant en 4e place sur cinq clubs dans la division Est de la Ligue américaine.
Baltimore enchaîne avec deux saisons perdantes (68-93 en 2008 et 64-98 en 2009), prenant chaque fois le dernier rang de leur division.
Les Orioles amorcent la saison 2010 avec 16 défaites à leurs 18 premières parties. Le 4 juin, alors que l'équipe est au dernier rang de tous les clubs des majeures avec un dossier de 15-39 et vient de subir huit revers d'affilée, Dave Trembley est congédié. Juan Samuel, qui était jusque-là instructeur au troisième but, le remplace comme manager.
La fiche de Tremblay comme manager des Orioles est de 187-283 en 470 parties, pour un pourcentage de victoires de,398. Il portait le numéro d'uniforme 47 avec l'équipe.
Tremblay est Instructeur de banc des Astros de Houston du début de la saison 2013 au 1er septembre 2014, date à laquelle il est congédié en même temps que le gérant Bo Porter.

## Bilan de manager
| Équipe    | Année  | Saison régulière | Saison régulière | Saison régulière | Saison régulière |  | Séries éliminatoires | Séries éliminatoires | Séries éliminatoires | Séries éliminatoires |
| Équipe    | Année  | Vic.             | Déf.             | % Vic.           | Place            |  | Vic.                 | Déf.                 | % Vic.               | Résultats            |
| Baltimore | 2007   | 40               | 53               | 0,430            | 4e AL Est        |  | -                    | -                    | -                    |                      |
| Baltimore | 2008   | 68               | 93               | 0,422            | 5e AL Est        |  | -                    | -                    | -                    |                      |
| Baltimore | 2009   | 64               | 98               | 0,395            | 5e AL Est        |  | -                    | -                    | -                    |                      |
| Baltimore | 2010   | 15               | 39               | 0,278            | 5e AL Est        |  | -                    | -                    | -                    |                      |
| Totaux    | Totaux | 187              | 283              | 0,398            |                  |  | 0                    | 0                    | 0,000                |                      |